# Belini
Belini (znanstveno ime Pieridae) so velika družina dnevnih metuljev, v katero uvrščamo skoraj 1300 danes znanih vrst, razširjenih po vsem svetu, največjo vrstno pestrost pa dosegajo v Indiji in Avstraliji.
Predstavniki obsegajo širok razpon telesnih velikosti in merijo prek kril od 2,3 do 10 cm. Krila so največkrat trikotne ali zaokrožene oblike in bele ali rumenkaste barve, skoraj vse vrste pa imajo na njih temne pike ali lise nepravilnih oblik. Nekatere vrste imajo krila zelo pisana, pogosto tudi z vzorci, vidnimi v ultravijoličnem delu spektra. Pri drugih so lahko deli kril prosojni. UV vzorec se običajno razlikuje pri samcih in samicah, ki so sicer v običajni svetlobi zelo podobni med seboj. Za bube je značilno, da ne tvorijo kokona, temveč se pritrdijo na navpično podlago s »pasom« iz svile okrog sredine telesa.
Gosenice evropskih vrst se največkrat prehranjujejo s križnicami ali stročnicami in več vrst je znanih kot škodljivci, na primer na zelju in oljni ogrščici (kapusov, repičin in repin belin), redkvah in repi (repin belin) idr., kjer povzročajo odpadanje listov. Samice zaznajo hranilne rastline za gosenice po hlapnih glukozinolatih, ki jih te sicer tvorijo za obrambo pred rastlinojedi.
Za Slovenijo je znanih okrog 20 vrst, nobena od katerih ni pretirano pogosta zaradi uporabe insekticidov.